# Câu cửa miệng
Một câu cửa miệng (hay từ cửa miệng) là một câu hay cụm từ trở nên quen thuộc vì sự lặp đi lặp lại nhiều lần của một cá nhân. Thuật ngữ này bắt nguồn từ văn hóa đại chúng và trong nghệ thuật, thường được truyền miệng qua nhiều phương tiện truyền thông đại chúng (như văn học hay xuất bản phẩm, phim, truyền hình và đài phát thanh), cũng như khẩu ngữ. Một số câu cửa miệng trở thành "thương hiệu" trên thực tế. Câu cửa miệng nói về một con người cụ thể nào đó hay đánh giá chủ quan duy ý chí khái quát và nhận định của một cá nhân nào đó cho 1 một ai đó hay 1 tập thể tổ chức nào đó và đã được khẳng định bằng cảm quan hay cảm giác hay có động cơ v...v.. 
Nếu để khi chia sẻ hay chuyển tải thông tin thông điệp về câu cửa miệng "thương hiệu" thì cần cân nhắc khi nói ra bởi lời nói và thực hiện ý chí như lời nói bằng văn bản cũng là đang xây dựng chính thương hiệu của người dùng câu cửa miệng. Thương hiệu hay "năng lực" đều nằm trong cốt lõi bản chất của vấn đề đó là thông tin đúng trí tuệ. Và thành thực có trách nhiệm liêm xỉ với lời nói của bản thân. Và có đủ trình độ năng lực công tâm hướng thiện, để khẳng định hay giải thích thuyết phục, đủ kiến thức về ngôn ngữ học đủ các yếu tố chứng minh khao học có trình độ lý luận căn bản, có đủ tư cách đạo đức phẩm chất và năng lực về kiến thức thì khi nói về thương hiệu câu cửa miệng được truyền danh thanh danh ngôn, ngụ ngôn, châm ngôn v...v.. Có thể cơ bản hiểu- "Thương hiệu - năng lực- chịu trách nhiệm tự trọng" đó là cụm từ để khi định nghĩa cơ bản về câu cửa miệng rồi mới giải nghĩa câu cửa miệng.